# Dénia (Stadt)
Dénia (auf Valencianisch und offiziell Dénia, inoffiziell spanisch Denia) ist eine Stadt an der Ostküste Spaniens. Sie liegt zwischen Alicante und Valencia im Norden der Costa Blanca.
Nach einer Geschichte als römischer Flottenstützpunkt mit dem Namen Dianium, als Sitz eines maurischen Taifa-Königreiches und einer spanischen Markgrafschaft ist Dénia heute Hauptstadt der comarca Marina Alta und als beliebtes Urlaubsziel stark durch den Tourismus geprägt.

## Geschichte
Im 4. Jh. vor Christus war der mit einem Naturhafen begünstigte Ort vermutlich eine griechische Kolonie „Hemeroskopeion“ von Marseille oder Empúries. In den Punischen Kriegen wurde die Stadt Bundesgenossin von Rom, in dessen Imperium sie einging. Die römische Hafenstadt „Dianium“ (nach der Göttin Diana) ist ab dem 1. Jahrhundert v. Chr. nachweisbar; zunächst als Flottenstützpunkt des Quintus Sertorius, während der römischen Kaiserzeit als municipium.
Nach der relativ kurzen Herrschaft der Westgoten im 6. und 7. Jahrhundert, als hier ein von Toledo eingesetzter Bischof residierte, wurde Dénia im 8. Jahrhundert von den Mauren erobert.
Während der arabischen Herrschaft erlebte die Stadt eine kulturelle und wirtschaftliche Hochzeit, als sie im 11. Jahrhundert Hauptstadt des Taifa-Königreiches von Daniya unter dem Ṣaqlabī al-Muğāhid al-’Amirī wurde, der als Heerführer der Amiriden hier nach dem Zerfall des Kalifats von Córdoba König wurde. Nach seinem Tod haben die  Banū Hūd das Königreich, das auch die Balearen umfasste, erobert.
Im Jahr 1244 wurde Dénia durch die Reconquista von König Jakob I. von Aragón zurückerobert und zur Grafschaft, 1487 zur Markgrafschaft erhoben unter Diego Gómez de Rojas y Sandoval (1487–1502).
Der 5. Markgraf von Dénia, Francisco Gómez de Sandoval y Rojas, Herzog von Lerma (seit 1599) und Premierminister des spanischen Königs Philipp III., erreichte 1612 die Erhebung Dénias zur Stadt. Doch die Vertreibung von etwa 25.000 handwerklich begabten Morisken aus der ganzen Region 1609 leitete schon den wirtschaftlichen Niedergang der Stadt ein. Infolge des Spanischen Erbfolgekrieges wurde die Stadt 1708 von den Franzosen belagert und schließlich erobert. Der Hafen blieb in ihrer Macht bis 1804, nach den Napoleonischen Kriegen verlor Dénia weiter an Bedeutung. Doch gab es wegen der Rosinenproduktion noch im 19. Jahrhundert einen neuen Aufschwung, der an der wachsenden bürgerlichen Schicht und ihren Wohngebäuden abzulesen war. Erst mit dem Spanischen Bürgerkrieg endete diese Phase.
Nach dem Zweiten Weltkrieg wurde die Stadt zum Zufluchtsort in Franco-Spanien für zahlreiche NS-Verbrecher: So lebte Johannes Bernhardt, ehemaliger Mitarbeiter der NSDAP-Auslandsorganisation, bis zu seiner Flucht nach Südamerika im Jahr 1953 unbehelligt in der Finca „El Tosalet“ in Dénia. Bis zu ihrem Tod lebten u. a. SS-Hauptsturmführer Anton Galler, Bataillonsführer des II. Panzergrenadier-Regiments 35 in der 16. SS-Panzerdivision, der maßgeblich am Massaker von Sant’Anna di Stazzema beteiligt war, der SS-Sturmbannführer Gerhard Bremer, der SS-Obersturmbannführer Otto Skorzeny (befreite 1943 Mussolini in den Abruzzen) sowie der SS-Arzt Aribert Heim in Dénia. Die Romanautorin Clara Sánchez beschrieb diese Verhältnisse in Lo que esconde tu nombre (Nadal-Literaturpreis 2010).

## Demografie
Zwischen den Volkszählungen von 1887 (11.613 Einwohner) und 1960 (12.329 Einwohner) stagnierte die Bevölkerungszahl in Dénia. Dazu trugen die Reblauskrise im Weinbau sowie der Spanische Bürgerkrieg bei. Dank des Tourismusbooms seit den 1960er Jahren entwickelte sich die Bevölkerungszahl positiv und erreichte bei der Volkszählung 2021 eine Zahl von 43.126 Einwohnern.
|           | 2021   | 2011   | 2001   | 1991   | 1981   | 1970   | 1960   | 1950   | 1940   | 1930   | 1920   | 1910   | 1900   | 1887   | 1877  | 1860  | 1842  |
| --------- | ------ | ------ | ------ | ------ | ------ | ------ | ------ | ------ | ------ | ------ | ------ | ------ | ------ | ------ | ----- | ----- | ----- |
| Einwohner | 43.126 | 42.743 | 33.342 | 24.764 | 21.912 | 16.543 | 12.329 | 11.894 | 12.656 | 13.286 | 13.160 | 12.503 | 12.468 | 11.613 | 8.876 | 6.538 | 2.619 |

Bei der jüngsten Aktualisierung vom 10. Dezember 2024 wurden 49.926 Einwohner verzeichnet, wodurch Dénia knapp die Grenze von 50.000 Einwohnern verfehlte, ab der die Stadt von der spanischen Regierung und der Landesregierung Valencia höhere Transferleistungen für öffentliche Dienstleistungen erhalten würde. In einer Touristenstadt wie Dénia stimmen die offiziellen Einwohnerzahlen allerdings selten mit den realen Einwohnerzahlen überein, da viele Menschen dort leben, ohne sich angemeldet zu haben. Aus diesem Grund sind die öffentlichen Dienstleistungen zumindest zeitweise überfordert.
Das Bevölkerungswachstum der letzten Jahre ist vor allem auf Zuwanderung aus Kolumbien zurückzuführen. Kolumbianer bilden 2024 mit 2.498 Einwohnern die zweitgrößte Bevölkerungsgruppe nach den Spaniern. Danach folgen Briten mit 1.423 und Deutsche mit 1.382 Einwohnern. Der Anteil gemeldeter ausländischer Einwohner beträgt 32,2 %.

## Kultur und Sehenswürdigkeiten

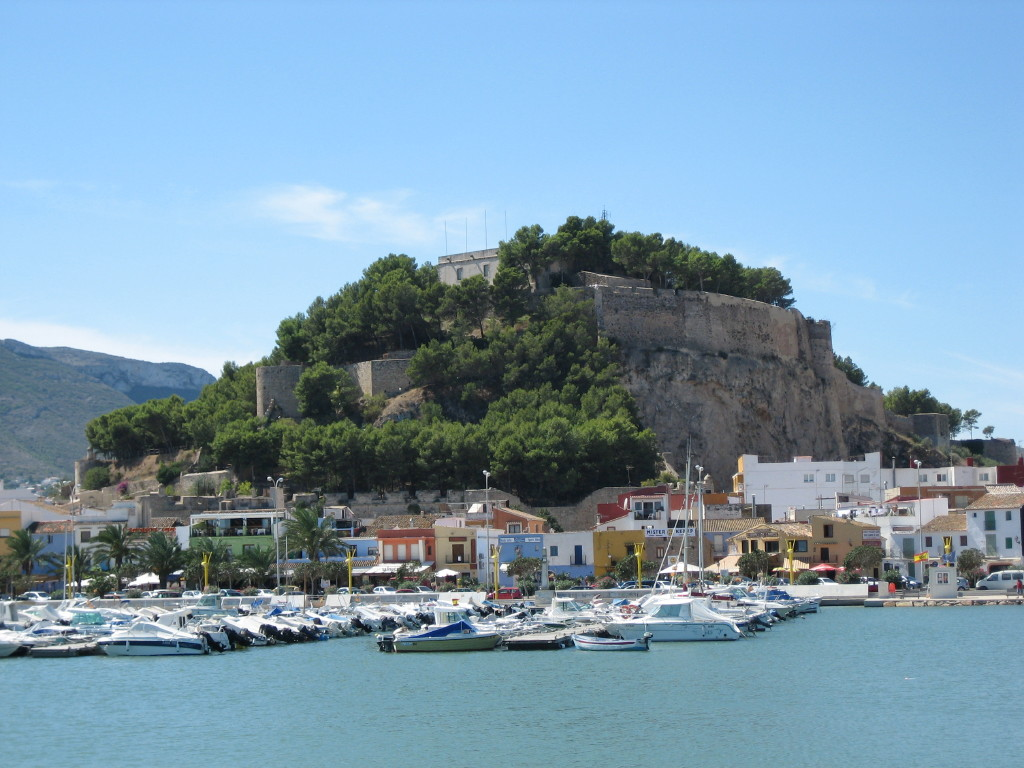
Burg von Dénia

### Museen
- Das Archäologische Museum im Castillo de Dénia gibt einen Überblick über die Geschichte der Stadt – von seinen iberischen Anfängen bis zum 16. Jahrhundert.
- Das Ethnologische Museum widmet sich als stadthistorisches Museum vor allem dem 19. Jahrhundert.
- Das Spielzeugmuseum zeigt die Industrie des Blechspielzeugbaus Dénias seit dem Jahr 1904 bis ins Jahr 1960.
- Centro de arte „La Estacion“: ein Kunstzentrum, das temporäre Ausstellungen zeigt.

### Bauwerke
- Die Burg wurde im 11. und 12. Jahrhundert von den Mauren über einer früheren römischen Anlage erbaut und in den folgenden Jahrhunderten beständig aus- und umgebaut. Im Spanischen Erbfolgekrieg wurde die Anlage teilweise zerstört. Die Garnison, die in der Burg untergebracht war, wurde im Jahre 1859 aufgelöst. Heute beherbergt die Burg das Archäologische Museum Dénias.
- Kirche Mariä Himmelfahrt (Iglesia de la Asunción), ein Barockbau aus dem 18. Jahrhundert.
- Kirche des Hl. Antonius (Iglesia de San Antonio) aus der ersten Hälfte des 17. Jahrhunderts.

### Natur und Freizeit
Touristen schätzen den 20 km langen Sandstrand, der auf Höhe des Stadtteiles Las Rotas in Fels- und Steinküste übergeht. Für Wanderer eignet sich das Naturschutzgebiet Montgó, benannt nach dem gleichnamigen Hausberg Dénias, einem typischen Schichtberg, der einsam in den Himmel ragt und im Cabo de San Antonio ausläuft. Im Umkreis der Stadt finden sich römische, maurische und spanische Ruinen sowie in der sehenswerten Nachbarstadt Javea das Cabo de la Nao, von dem sich bei klarem Wetter ein Ausblick auf Ibiza bietet.
Es gibt zwei Zonen von Stränden, Las Marinas und Las Rotas.
- Die Zona Marinas verfügt über sehr sandreiche Strände: Les Deveses, L'Almadraba, Els Molins, Les Bovetes, Les Marines, Albaranes und Punta del Raset.
- Die Zona de las Rotas ist durch ihre zahlreichen Buchten (der Großteil davon mit Steinen) und durch ihre lange Küstenlinie charakterisiert: Marineta Cassiana, El Trampolí, La Punta Negra, Les Arenetes, La Cala.

## Wirtschaft und Infrastruktur

Blick von Dénia Las Rotas auf das Stadtzentrum

### Wirtschaft
Die Herstellung von Rosinen brachte Dénia im 19. Jahrhundert eine wirtschaftliche Blütezeit – in den Jahren von 1860 bis 1900 verdoppelte sich die Bevölkerung annähernd von 6.538 auf 12.413 Einwohner und es entstand ein wohlhabendes Bürgertum. Zu Beginn des 20. Jahrhunderts geriet der Rosinenhandel jedoch in eine Krise, als Folge wurde in Dénia verstärkt auf den Anbau von Zitrusfrüchten sowie, bis in die 1960er Jahre, auf die Produktion von Blechspielzeug gesetzt. Mit der rasanten Entwicklung des Tourismus ab der zweiten Hälfte des 20. Jahrhunderts gerieten alle anderen Wirtschaftszweige mehr und mehr in den Hintergrund, inzwischen ist der Tourismus der dominierende Wirtschaftsfaktor der Stadt, gefolgt von Dienstleistungen in der nationalen, internationalen und mehrsprachigen Verwaltung und Vermittlung von Grundbesitz. Die Abfallbeseitigung und Mülltrennung erfolgt schon großflächig über ein zukunftsweisendes unterirdisches System.

### Tourismus
Dénia ist heute ein beliebtes Urlaubsziel in Spanien. Die meisten Touristen kommen aus Spanien, gefolgt von Franzosen, Belgiern, Deutschen und Engländern. In den letzten Jahren haben sich aus diesen Ländern auch zahlreiche Menschen in Dénia und im Umkreis der Stadt (vor allem im Ort Els Poblets) komplett niedergelassen oder besitzen dort ein Ferienhaus. Die Grundstückspreise in der Region liegen daher auf höherem Niveau.
Das bekannteste Touristenspektakel ist das alljährlich stattfindende Stierkampf-Ereignis Bous a la Mar.

Blick über Dénia vom Montgó
Blick über Dénia und die Bucht von València
Blick vom Sporthafen Dénia auf Montgó
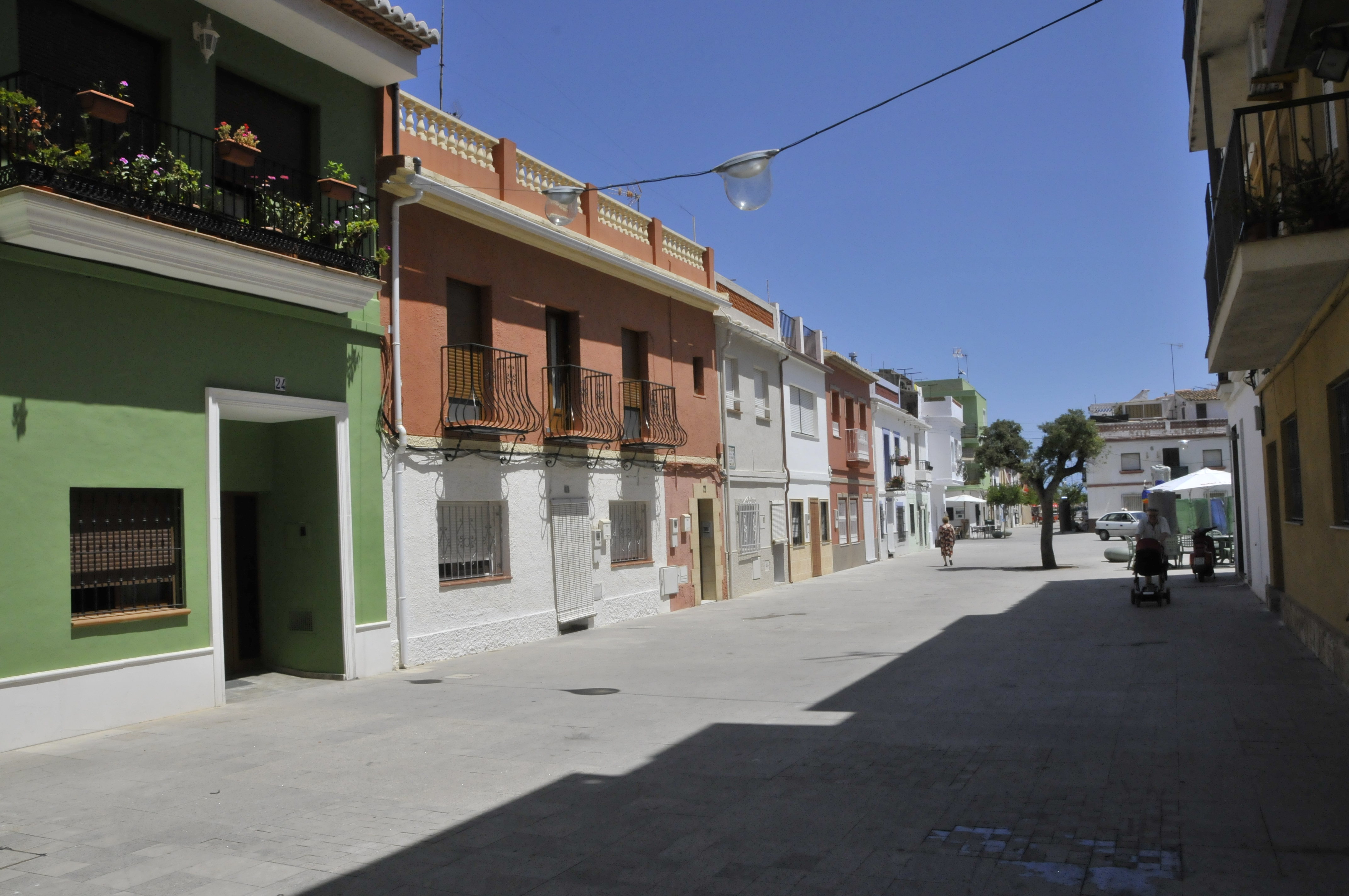
Calle de Sant Pere in der Altstadt
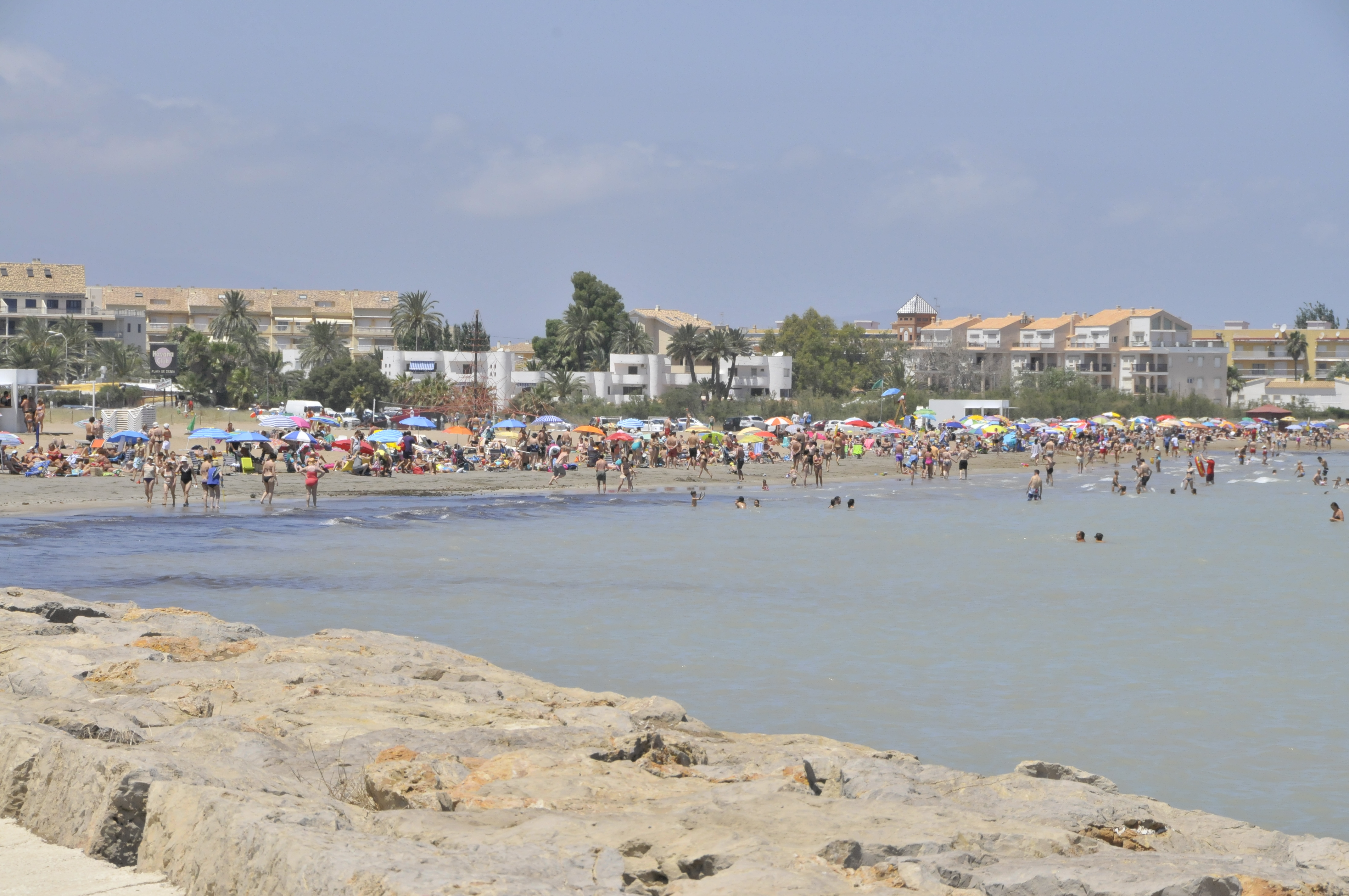
Stadtstrand
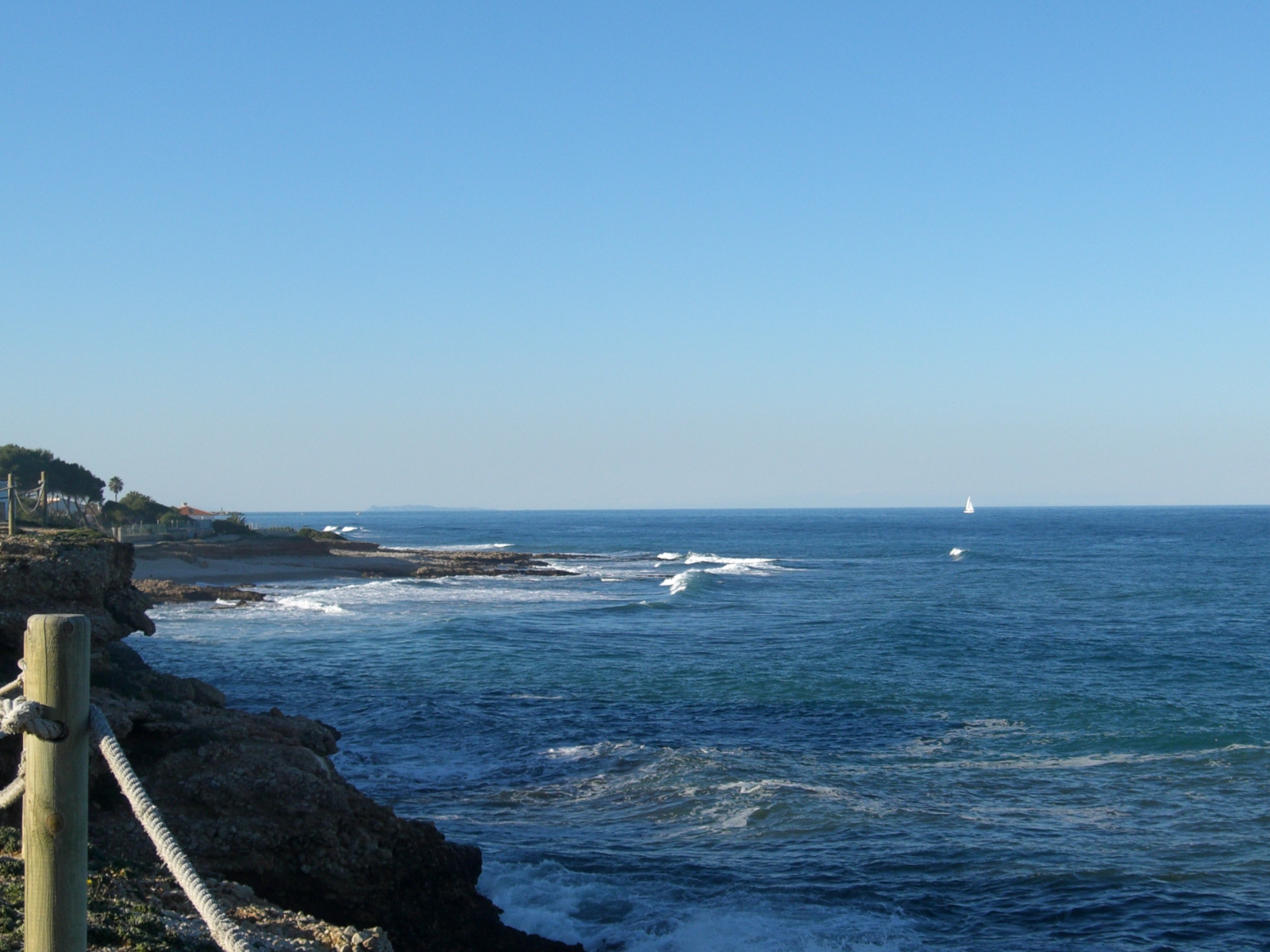
Bucht von Dénia

### Infrastruktur
Dénia ist per Autobahn AP 7 an die beiden Flughäfen Alicante und Valencia angebunden. Von Denia aus verkehren Fähren des Unternehmens Balearia zu den balearischen Inseln Ibiza und Mallorca. Die Bahnlinie L9 der FGV verbindet Dénia mit Alicante.

## Gastronomie
Dénia ist besonders für die gekochte, rote Garnele bekannt. Meeresschmortopf, Aioli (kalte Creme aus Knoblauch und Olivenöl), Llandeta (Fischgericht mit Kartoffeln) und Garnelen mit Mangold stellen weitere typische Gerichte dar, ebenso wie Most aus Traubensaft und Rosinen.
Die Stadt beherbergt über 300 teils hochklassige Restaurants und mit dem Quique Dacosta eines der 40 besten Restaurants der Welt (2014) mit drei Michelin-Sternen.

## Feste
Dénia zählt zu den Städten mit den meisten Festen (fiestas) in Europa; neben dem erwähnten „Bous a la mar“ wird im August das typische Fest „Moros y Cristianos“ zu Ehren des San Roque (13. bis 16. August) gefeiert. Es werden Märsche und Flaggenzüge veranstaltet. Ein Höhepunkt der viertägigen Veranstaltung ist der Galaumzug, während dessen Mauren und Christen ihre traditionellen Kleider zeigen.
Weitere Feste sind:
- Fiestas de San Agustín en Las Rotas: Fest zu Ehren des San Agustín Ende August bzw. Anfang September.
- Feria de todos los Santos (Ende Oktober bis Anfang November): in Torrecremada. Festival mit verschiedenen Aktionen wie Pferdereiten.
- Romería a la ermita de Santa Lucía (13. Dezember): Fest, das seinen Höhepunkt in der Kapelle der Santa Lucía nimmt.

## Städtepartnerschaften
- Cholet (Frankreich), seit 1996

## Persönlichkeiten
- Pablo Varela Server (1942–2024), Weihbischof in Panama
- Udo Arndt (* 1948), Musiker, Tonmeister und Produzent; lebt in Dénia
- Quique Dacosta (* 1972), Koch; betreibt in Dénia ein Drei-Sterne-Lokal
- Pepelu (* 1998), Fußballspieler
- Marta García López (* 2000), Automobilrennfahrerin
- Fiamma Benítez (* 2004), spanisch-argentinische Fußballspielerin